# Käkställningsfel

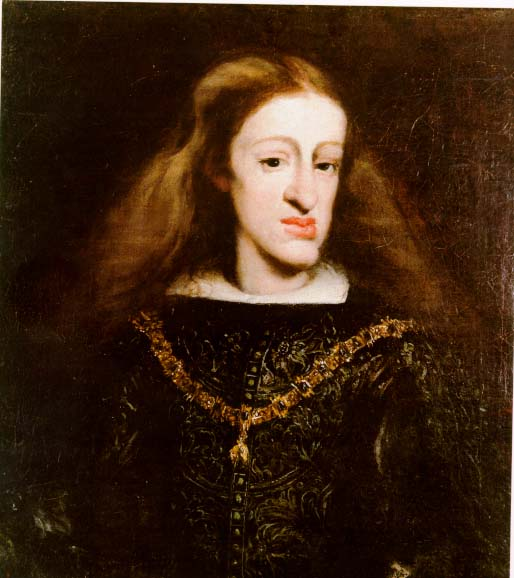
Karl II av Spanien med den Habsburgska hakan

Käkställningsfel eller prognati gör att tänderna på över- och underkäke vid hopbitning inte kommer emot varandra. 
Överbett gör att underkäkens tänder hamnar bakom överkäkens. Allvarligt överbett ger så kallade kanintänder – överkäkens tänder täcks inte helt av läpparna utan de sticker ut lite nedanför överläppen.
Underbett, progeni, är en defekt i käkarna som innebär att underkäkens tänder vid hopbitning hamnar framför överkäkens tänder, vilket leder till sämre tuggförmåga.